# 乳色條鰍
乳色條鰍（學名：Nemacheilus lactogeneus）為輻鰭魚綱鯉形目條鰍科條鰍屬的其中一種。分布於亞洲印尼淡水流域，體長可達5.5公分，棲息在河川底層水域，生活習性不明。

## 扩展阅读
維基物種上的相關：乳色條鰍